# 1301 Yvonne
1301 Yvonne eller 1934 EA är en asteroid i huvudbältet som upptäcktes den 7 mars 1934 av den franske astronomen Louis Boyer vid Algerobservatoriet. Den har fått sitt namn efter upptäckarens syster, Yvonne Boyer.
Asteroiden har en diameter på ungefär 21 kilometer.